# Leucospermum glabrum
Leucospermum glabrum es una especie de árbol   perteneciente a la familia Proteaceae. Es originaria de Sudáfrica.

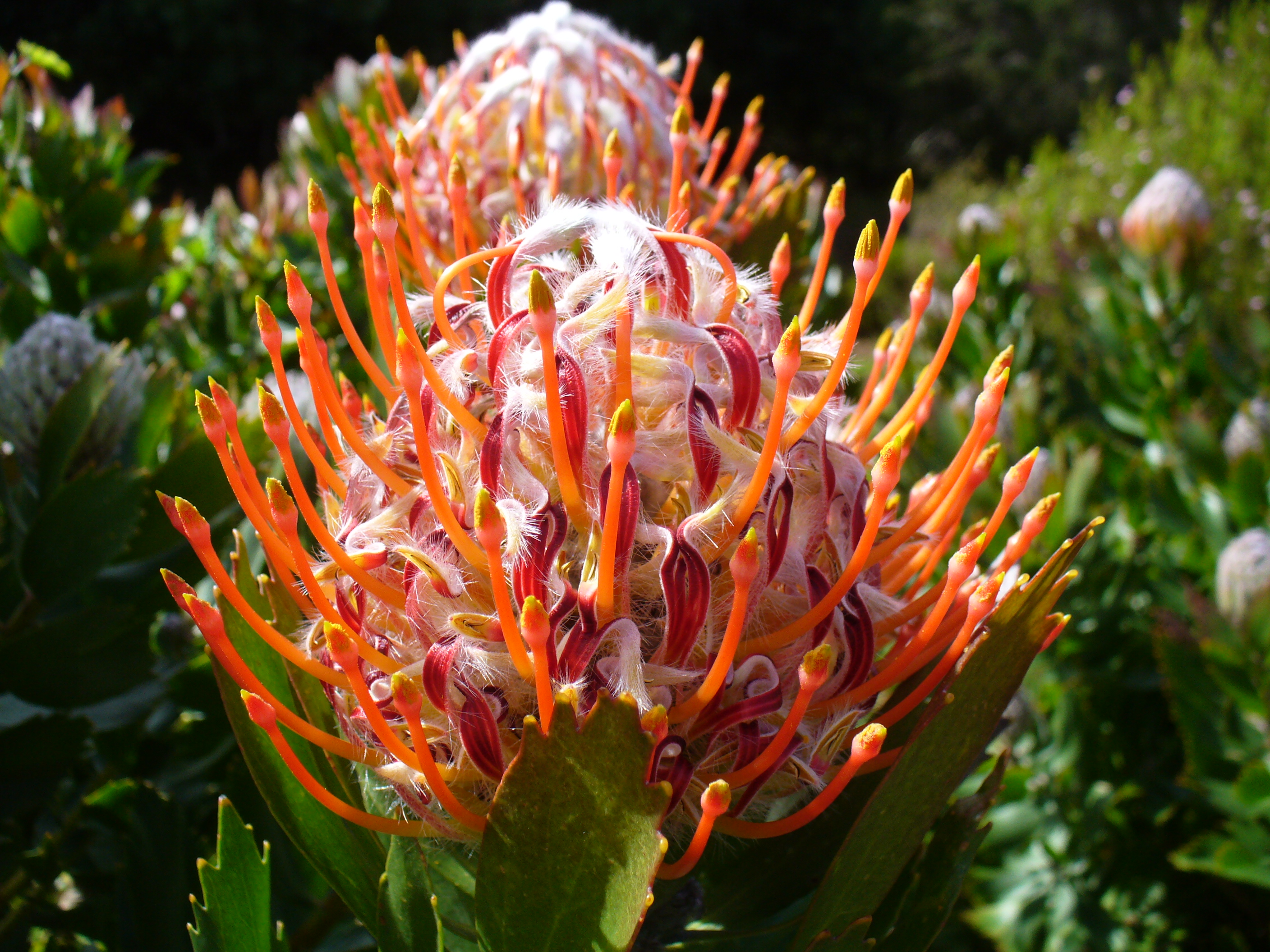
Detalle de hojas y flores

## Descripción
Leucospermum glabrum es un árbol de hoja perenne, o arbusto leñoso erecto, alcanza un tamaño de 1-2 m de altura. Crece vigorosamente y se mantiene durante muchos años bajo correctas condiciones de crecimiento. Tiene un solo tallo con un tronco grueso, de corteza lisa, arrugada con la edad. Tiene un follaje exuberante y las hojas nuevas aparecen con un rubor de color rojo suave. Las hojas tienen 7-14 dientes glandulares. La inflorescencia está formada por muchas flores de 70-90 mm de diámetro. Las flores son brillantes de color naranja y aparecen entre agosto y octubre. La semillas son ovoides y son liberadas 1-2 meses después de la floración.

## Distribución y hábitat
Crece en un clima mediterráneo y prefiere laderas frescas y con orientación al sur. Crece bien en turba  bien drenada o suelos arenosos, y se presenta en poblaciones aisladas, a una altitud de 150-500 m. Su distribución natural es Outeniqua y las montañas Tsitsikama.

## Ecología
Las flores son polinizadas por las aves y una vez que se liberan las semillas, las hormigas dispersan las semillas mediante la introducción de las nueces en sus nidos, donde se almacenan. El fynbos es un ecosistema dependiente del fuego y Leucospermum glabrum se ha adaptado a esto. Durante un incendio, las semillas están seguras en los nidos de hormigas y sobreviven a las llamas para volver a crecer y reemplazar las plantas madres que han muerto en el incendio.

## Usos
Leucospermum glabrum hace una planta de jardín maravillosa y es ampliamente utilizada como tal por su resistencia. Muchas variedades híbridas de esta especie están disponibles. Esta especie y sus híbridos son ampliamente utilizadas en la industria de la flor cortada.

## Taxonomía
Leucospermum glabrum fue descrita por Edwin Percy Phillips y publicado en Kew Bulletin 1910, 331.
Etimología
El género Leucospermum deriva de las palabras griegas leukos que significa blanco, y de spermum =  semilla, en referencia a las semillas blancas o de color claro de muchas especies. 
El epíteto glabrum significa, sin pelos. 